# Ropica assimilis
Ropica assimilis là một loài bọ cánh cứng trong họ Cerambycidae.